# Podbablje
Podbablje je opčina v Chorvatsku ve Splitsko-dalmatské župě. Nachází se asi 6 km jihozápadně od Imotski a asi 29 km severovýchodně od Makarské. V roce 2011 žilo v celé opčině 4 680 obyvatel. Střediskem opčiny je vesnice Drum, největší vesnicí v opčině je však Grubine.
Opčina zahrnuje celkem 8 samostatných vesnic:
- Drum – 702 obyvatel
- Grubine – 1 010 obyvatel
- Hršćevani – 392 obyvatel
- Ivanbegovina – 268 obyvatel
- Kamenmost – 520 obyvatel
- Krivodol – 457 obyvatel
- Podbablje Gornje – 523 obyvatel
- Poljica – 808 obyvatel

Opčinou procházejí silnice D60 a D76.